# Edda starsza

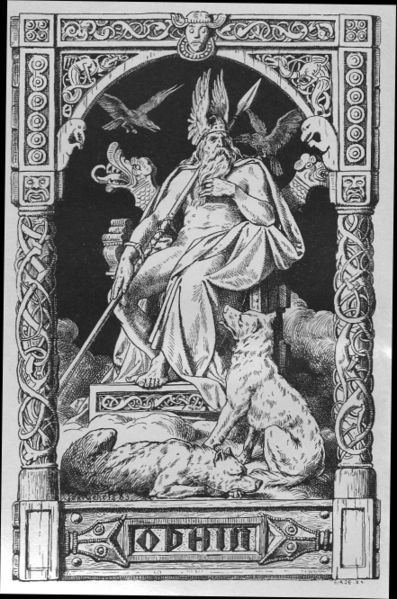
Odyn, ilustracja do Eddy

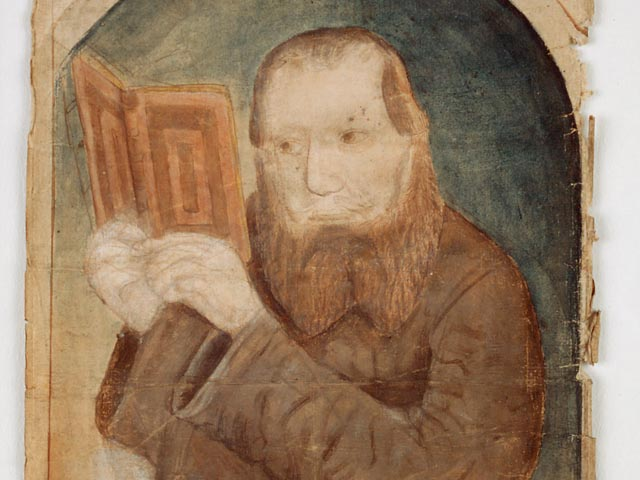
Biskup Brynjólfur Sveinsson, odkrywca Eddy

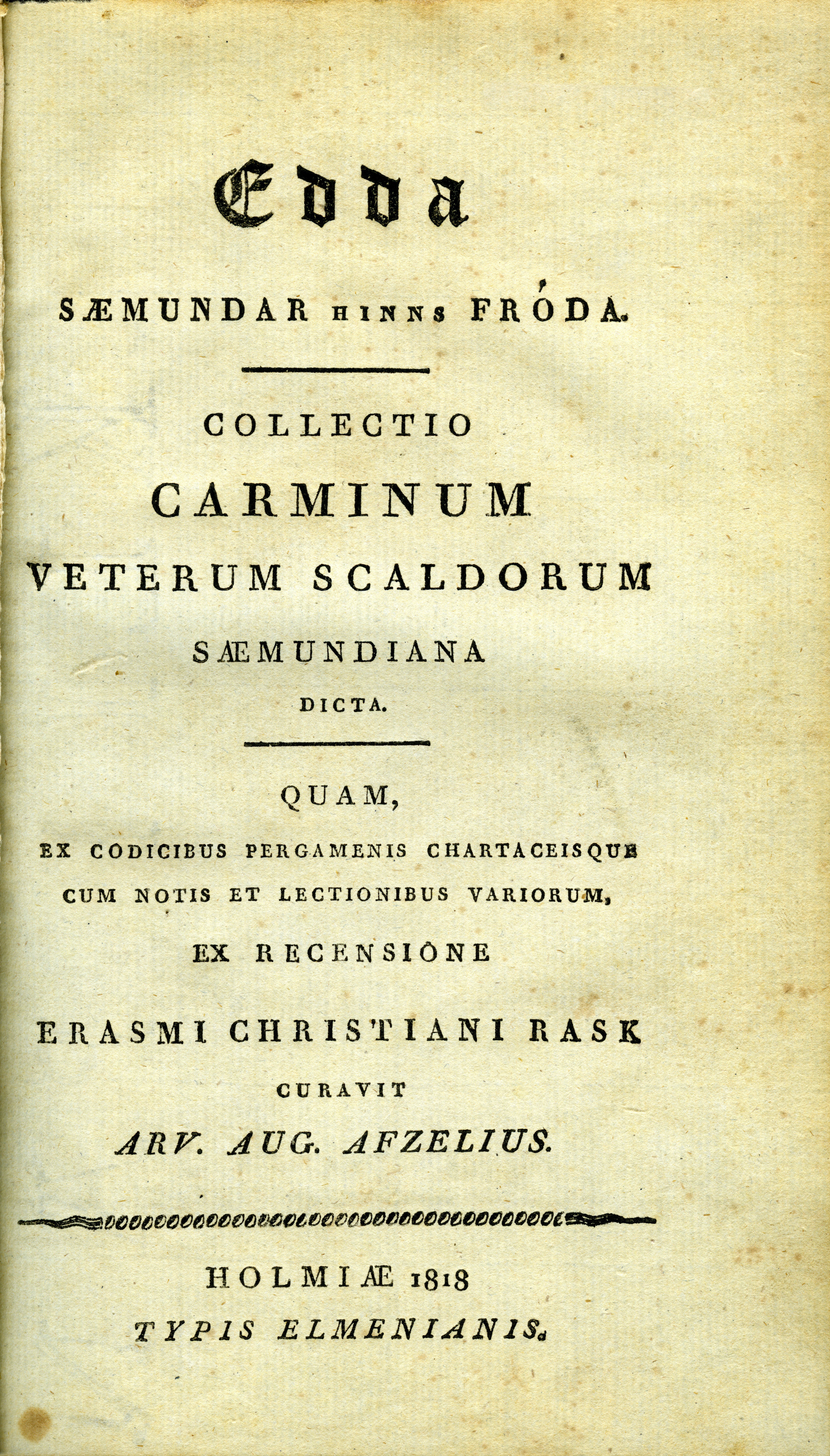
Wydanie Eddy z 1818 roku

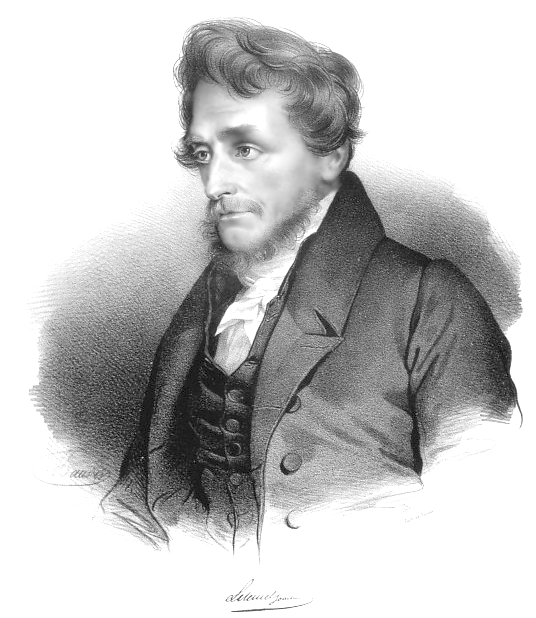
Joachim Lelewel, polski tłumacz Eddy

Edda starsza, Edda poetycka – najstarszy zabytek piśmiennictwa islandzkiego, datowany na IX wiek n.e. Składa się z 29 pieśni, z których 10 było poświęconych bogom (mityczne) oraz 19 poświęconym bohaterom i wojownikom, napisanych stylem, który od niej właśnie został nazwany eddycznym. Pieśni Eddy starszej to utwory mitologiczne oraz pieśni heroiczne; są one bogatym źródłem wiedzy o staroskandynawskich zwyczajach i wierzeniach. Wszystkie pieśni Eddy są anonimowe, prawdopodobnie ich autorzy powtórzyli tylko zasłyszane opowieści.

## DziejeEddy starszej
Eddę starszą odnalazł ok. 1640 roku biskup Brynjólfur Sveinsson, który później podarował ją królowi Danii. Dla nazwania odnalezionego zbioru pieśni użył tytułu utworu znanego kronikarza i poety islandzkiego Snorrego Sturlusona, tzw. Eddy prozaicznej, która jest zbiorem komentarzy do mitologii staroskandynawskiej i poradnikiem dla skaldów, co więcej zawiera liczne cytaty i odwołania do swej poprzedniczki, Eddy starszej. Odnaleziony rękopis pochodził z około 1270 roku i składał się z 45 kartek.
W 1891 roku Wimmer i Jonsson wydali fototypowe wydanie tego rękopisu wraz z transkrypcją.

## OpisEddy starszej
Pieśni Eddy starszej można podzielić na dwie grupy: mityczne i heroiczne. Bohaterami pieśni mitycznych są dwaj główni bogowie: Odyn i Thor. Zbiór zaczyna się od poematu Völuspá, będącego rodzajem dramatu światowego, mówiącego o mitycznym życiu bogów i ludzi, a głównym wydarzeniem utworu jest śmierć Baldura. Nieznany autor konsekwentnie wykazuje, że wszystkie złe czyny prowadzą do walki i śmierci. W pieśni tej można znaleźć opis początków świata i człowieka, czasów panowania bogów, walk między bogami oraz opis zmierzchu bogów, zwanego ragnarök. W następnej pieśni („pieśń o Wysokim") Odyn daje rady ludziom, jak powinni postępować. W dalszych pieśniach znaleźć można dysputę pomiędzy Odynem i olbrzymem, w której olbrzym ulega Odynowi i traci życie. W innej jeszcze pieśni Thor opowiada, jak zgubił swój młot i jak go odnalazł. Mityczna pieśń o Skirnirze opiewa gorącą miłość Frejra (Wiosny) do Gerdry (Ziemi), córki olbrzyma. Oegisdrecka, jedna z pieśni Eddy starszej, zaliczana jest do najstarszych tekstów zbioru. W pieśniach historycznych występują też kowale kochający się w walkiriach.
Edda jest napisana typowym dla dawnej poezji germańskiej wierszem aliteracyjnym.
Do najlepszych badaczy Eddy należą: S. Bugge, wydawca pomnikowego wydania Eddy (1867) i autor dzieła Home of the Eddic Poems (1899), J. Jessen (Ueber die Eddalieder, 1871) i E. Jonsson, autor "Historii literatury skandynawskiej" (1897, po duńsku).

## Polskie przekłady
- Edda czyli Księga religii dawnych Skandynawii mieszkańców, przeł. Joachim Lelewel, Wilno: J. Zawadzki, 1807 – streszczenie fragmentów Eddy na podstawie niedoskonałego francuskiego przekładu Paula Henriego Malleta.
- Edda : to jest Księga religii dawnych Skandynawii mieszkańców, przeł. Joachim Lelewel, wyd. II, Wilno: J. Zawadzki, 1828 – dojrzały przekład Lelewela dokonany z oryginału przy posiłkowaniu się przekładami niemieckimi i francuskimi.
- Edda poetycka, ze staroislandzkiego przeł. i oprac. Apolonia Załuska-Strömberg, Wrocław, Kraków [etc.]: Zakład Narodowy im. Ossolińskich, 1986.